# Tomoyo After – It’s a Wonderful Life
Tomoyo After – It’s a Wonderful Life (japanisch 智代アフター englisch ~It's a Wonderful Life~) ist ein von Key für Windows entwickeltes Ren’ai-Adventure – eine spezifisch-japanische Ausprägung eines Abenteuerspiels. Es setzt die Handlung aus Clannad mit einem alternativen Ende fort, bei dem Tomoya Okazaki und Tomoyo Sakagami, nach ihrem kürzlich erlangten Schulabschluss, beginnen, eine romantische Beziehung zueinander aufzubauen.

## Handlung
Zu Beginn der Handlung steht Tomoya Okazaki (岡崎 朋也) bereits mitten im Leben und arbeitet bei der Müllabfuhr. Anfangs allein und aus der Wohnung seines verhassten Vaters ausgezogen, pflegt er immer noch eine enge Beziehung zu Tomoyo. So trifft er sich immer noch öfters mit ihr und beide bauen eine romantische Beziehung zueinander auf. Eines Tages stellt sich heraus, dass Tomoyo eine jüngere Halbschwester mit dem Namen Tomo Mishima (三島 とも) besitzt, die bisher bei ihrer Mutter wohnte. Die noch in den Kindergarten gehende Tomo ist das uneheliche Kind von Tomoyos Vater und einer anderen Frau mit dem Namen Yūko Mishima (三島 有子). Da Tomos Mutter unter psychologischen Problemen leidet, kommt es dazu, dass Tomo in der Wohnung von Tomoya verbleiben muss. Tomoyo hängt aufgrund ihres großen Herzens für Kinder besonders an ihrer Halbschwester.
Hinzu kommt noch Takafumi Sakagami (坂上 鷹文), der jüngere und im Umgang mit technischen Dingen geschickte Bruder von Tomoyo, der im Laufe der Handlung auch in die Wohnung einzieht. Als dann auch noch mit Kanako (河南子) die Ex-Freundin von Takafumi sich nach einem Streit mit ihrer Mutter in der Wohnung Tomoyas einquartiert, ist das Chaos perfekt und es entwickeln sich verschiedenste Handlungspfade.

## Spielmechanik
Tomoyo After benötigt nur eine geringe Interaktion mit dem Spieler, da dieser die meiste Zeit damit beschäftigt ist, die angezeigten und wahlweise gesprochenen Texte zu verfolgen. Diese stellen entweder Dialoge oder die inneren Gedanken der Protagonisten dar. Immer wieder gelangt der Spieler zu einem „Entscheidungspunkt“, an dem er aus mehreren Möglichkeiten (üblicherweise zwei oder drei) auswählen kann, um den Verlauf der Handlung zu beeinflussen. Die zeitlichen Abstände zwischen solchen Abfragen variieren zwischen einigen Sekunden bis hin zu mehreren Minuten. Das Ziel des Spieles ist es, einen für den Spieler selbst zufriedenstellenden Weg oder ein gewünschtes Ende zu finden, wobei in der Originalfassung Hentai-Szenen „freigeschaltet“ werden konnten, in denen Tomoya mit Tomoyo involviert ist.
Neu aufgenommen wurde ein für bisherige Ren’ai-Adventure unübliches Feature, welches in Anlehnung an Dungeons & Dragons Dungeons & Takafumis genannt wurde. In diesen Sonderrunden wechselt Tomoyo After zu einer für Rollenspiele, wie etwa Final Fantasy, üblichen Perspektive. Um das Spiel abzuschließen, muss der Spieler acht dieser Mini-Spiele absolvieren, wonach noch weitere mögliche Szenarien aktiviert werden.

## Entstehung
Entwickelt wurde das Spiel nach der Veröffentlichung von Clannad, als Key seinen Mitarbeitern die Möglichkeit gab eine eigene Idee als Spiel umzusetzen. Jun Maeda hatte die Idee ein Spiel auf dem Szenario von Tomoyo in Clannad aufzubauen. Zusammen mit Leo Kashida, einem neuen Mitarbeiter von Key, entwarf er die Handlung des Adventures und übernahm die Planung des Projekts.
Wie bereits in Planetarian: Chiisana Hoshi no Yume übernahm Fumio die künstlerische Leitung und wurde dabei von Itaru Hinoue, der einstigen künstlerischen Leiterin der Spiele Kanon, Air und Clannad, beim Charakterdesign unterstützt. Infolgedessen wurden die Figuren zwar aus Clannad übernommen, unterscheiden sich jedoch im Stil.
Als Leiter des Projekts beteiligte sich Jun Maeda auch an der Produktion der Musik des Spiels, die hauptsächlich von Shinji Orito und Magome Togoshi komponiert und arrangiert wurde. Letztere wirkten bei allen von Key zuvor entwickelten Werken mit und verliehen diesen ihre typische aber stimmungsvolle Hintergrundmusik.
Bei der Portierung des Spiels auf die PlayStation 2 wurden einige Teile des Spiels noch einmal überarbeitet. So wurden die für Spielekonsolen-Umsetzungen nicht zugelassenen Hentai-Szenen entfernt und durch zusätzliche jugendfreie Szenen ersetzt. Neu eingefügte Handlungsabschnitte wurden von dem ursprünglichen Entwicklerteam ausgearbeitet und Teile der neuen Handlung von Takafumi und Kanako wurden von Yūto Tonokawa geschrieben. Die Überarbeitung verlängerte die Spieldauer um etwa die Hälfte der bisherigen Spielzeit.

## Veröffentlichungen
In einer limitierten Auflage erschien das Spiel erstmals am 25. November 2005 in einer Version für den PC auf DVD. Wie einst die erste Ausgabe von Kanon wurde auch diese Fassung zusammen mit dem Original Soundtrack des Spiels Tomoyo After Original Soundtrack verkauft. Aber auch die nachfolgende normale Version des Spiels erschien in einer limitierten Auflage und macht es zum einzigen Spiel von Key das nicht länger produziert wird.
Das Spiel wurde durch Prototype auf die PlayStation 2 portiert und erschien mit erweitertem Spielumfang ab dem 25. Januar 2007 unter dem Titel Tomoyo After – It's a Wonderful Life CS Edition. Visual Art’s Motto (Prototype) portierte das Spiel ebenfalls auf Mobiltelefone die FOMA unterstützen. Diese am 2. Juni 2008 erschienene Version enthielt jedoch keine der Rollenspiel-Elemente. Am 19. März 2009 veröffentlichte Prototype eine weitere Portierung der „CS Edition“ auf PlayStation Portable, die auch die Sprachausgabe aller Charaktere enthält.

## Manga
Der von Yukiko Sumiyoshi (住吉 文子) gezeichnete Manga Tomoyo After – Dear Shining Memories (智代アフター〜Dear Shining Memories〜) erzählt die Geschichte aus der Perspektive von Tomoyo. Er wurde vom 20. April 2007 bis zum 20. Oktober 2007 von Fujimi Shobō innerhalb des Manga-Magazins Dragon Age Pure veröffentlicht. In gebundener Form erschien der Manga als ein vier Kapitel beinhaltenes Tankōbon am 6. Dezember 2007.